# Beyrède-Jumet-Camous
Beyrède-Jumet-Camous es una comuna nueva francesa situada en el departamento de Altos Pirineos, en la región de Occitania. Tiene una población estimada, a inicios de 2020, de 226 habitantes.
Fue creada el 1 de enero de 2019 a partir de la fusión de las hasta entonces comunas de Beyrède-Jumet y Camous.